# Браун, Си Джей
Чарльз Джеймс «Си Джей» Бра́ун (англ. Charles James "C. J." Brown; 15 июня 1975; Юджин, Орегон, США) — американский футболист, центральный защитник.

## Карьера

### Университетский футбол
Во время обучения в Университете штата Калифорния в Сан-Хосе в 1993—1996 годах Браун играл за университетскую футбольную команду в Национальной ассоциации студенческого спорта.

### Клубная карьера
В течение трёх лет выступал за клуб «Сан-Франциско Бэй Силс»: в сезонах 1995 и 1996 — в любительской лиге, в сезоне 1997 — в профессиональной лиге.
На дополнительном драфте MLS 1998 Браун был выбран под общим первым номером клубом «Чикаго Файр». 23 мая 1998 года в матче против «Колорадо Рэпидз» забил свой первый гол в высшей лиге.
В составе «Чикаго Файр» выиграл Кубок MLS в сезоне 1998, Supporters’ Shield в сезоне 2003 и четыре Открытых кубков США — в розыгрышах 1998, 2000, 2003 и 2006. Участвовал в Матче всех звёзд MLS 2001.
21 октября 2010 года Си Джей Браун объявил о завершении футбольной карьеры по окончании сезона 2010. За 13 лет в «Чикаго Файр» провёл 372 матча.

### Международная карьера
За сборную США Браун сыграл 15 матчей. Дебютировал за звёздно-полосатую дружину 6 ноября 1998 года в товарищеском матче со сборной Австралии. Участвовал в Кубке конфедераций 1999, сыграв на турнире в двух матчах. Участвовал в Золотом кубке КОНКАКАФ 2000, сыграв на турнире в трёх матчах. Был включён в состав на Золотой кубок КОНКАКАФ 2003 в качестве резервиста.

### Тренерская карьера
В 2006 году на общественных началах ассистировал главному тренеру футбольной команды Иллинойсского университета в Чикаго.
18 января 2011 года Браун вошёл в тренерский штаб «Реал Солт-Лейк», став ассистентом главного тренера Джейсона Крайса.
11 декабря 2013 года Браун вернулся в «Чикаго Файр», став ассистентом главного тренера Фрэнка Йеллопа.
1 декабря 2014 года перешёл на аналогичную позицию в новообразованный «Нью-Йорк Сити», воссоединившись с Крайсом. 2 ноября 2015 года «Нью-Йорк Сити» расторг контракт с Крайсом и его помощниками Брауном и Джозефом.
19 июля 2016 года Крайс был назначен главным тренером «Орландо Сити», приведя с собой двух ассистентов — Джозефа и Брауна. 15 июня 2018 года Крайс и два его помощника покинули «Орландо Сити» по обоюдному согласию сторон.
10 июля 2018 года Браун вошёл в тренерский штаб «Нью-Йорк Ред Буллз», став ассистентом главного тренера Криса Армаса. 4 сентября 2020 года «Нью-Йорк Ред Буллз» уволил Армаса с Брауном.
2 февраля 2021 года Браун был представлен в качестве первого технического директора и главного тренера нового клуба Национальной независимой футбольной ассоциации в Чикаго, позднее получившего название «Чикаго Хаус».
В марте 2021 года Браун ассистировал Джейсону Крайсу в сборной США до 23 лет на Мужском олимпийском квалификационном турнире КОНКАКАФ 2020.
20 декабря 2021 года Браун вновь вернулся в «Чикаго Файр», войдя в штаб нового главного тренера Эзры Хендриксона в качестве ассистента.

## Статистика

### Клубная статистика
| Выступление      | Выступление      | Выступление      | Лига | Лига | Плей-офф | Плей-офф | Кубок | Кубок | ЛЧ КОНКАКАФ / Суперлига | ЛЧ КОНКАКАФ / Суперлига | Итого | Итого |
| Клуб             | Лига             | Сезон            | Игры | Голы | Игры     | Голы     | Игры  | Голы  | Игры                    | Голы                    | Игры  | Голы  |
| ---------------- | ---------------- | ---------------- | ---- | ---- | -------- | -------- | ----- | ----- | ----------------------- | ----------------------- | ----- | ----- |
| Чикаго Файр      | MLS              | 1998             | 28   | 2    | 5        | 0        | 4     | 0     | —                       | —                       | 37    | 2     |
| Чикаго Файр      | MLS              | 1999             | 26   | 0    | 3        | 0        | 0     | 0     | 3                       | 0                       | 32    | 0     |
| Чикаго Файр      | MLS              | 2000             | 27   | 0    | 7        | 1        | 5     | 0     | —                       | —                       | 39    | 1     |
| Чикаго Файр      | MLS              | 2001             | 22   | 0    | 6        | 0        | 3     | 0     | —                       | —                       | 31    | 0     |
| Чикаго Файр      | MLS              | 2002             | 24   | 0    | 3        | 0        | 1     | 0     | 3                       | 0                       | 31    | 0     |
| Чикаго Файр      | MLS              | 2003             | 21   | 0    | 0        | 0        | 1     | 0     | —                       | —                       | 22    | 0     |
| Чикаго Файр      | MLS              | 2004             | 24   | 0    | —        | —        | 4     | 0     | 4                       | 0                       | 32    | 0     |
| Чикаго Файр      | MLS              | 2005             | 20   | 0    | 3        | 0        | 2     | 1     | —                       | —                       | 25    | 1     |
| Чикаго Файр      | MLS              | 2006             | 28   | 1    | 2        | 0        | 3     | 0     | —                       | —                       | 33    | 1     |
| Чикаго Файр      | MLS              | 2007             | 29   | 0    | 3        | 0        | 1     | 0     | —                       | —                       | 33    | 0     |
| Чикаго Файр      | MLS              | 2008             | 3    | 0    | 0        | 0        | 1     | 0     | —                       | —                       | 4     | 0     |
| Чикаго Файр      | MLS              | 2009             | 18   | 0    | 3        | 0        | 0     | 0     | 4                       | 0                       | 25    | 0     |
| Чикаго Файр      | MLS              | 2010             | 26   | 0    | —        | —        | 0     | 0     | 2                       | 0                       | 28    | 0     |
| Всего за карьеру | Всего за карьеру | Всего за карьеру | 296  | 3    | 35       | 1        | 25    | 1     | 16                      | 0                       | 372   | 5     |

### Международная статистика
| Команда | Год   | Игры | Голы |
| ------- | ----- | ---- | ---- |
| США     |       |      |      |
| 1998    | 1     | 0    |      |
| 1999    | 8     | 0    |      |
| 2000    | 5     | 0    |      |
| 2003    | 1     | 0    |      |
| Всего   | Всего | 15   | 0    |

## Достижения
Командные
 «Чикаго Файр»
- Чемпион MLS (обладатель Кубка MLS): 1998
- Победитель регулярного чемпионата MLS: 2003
- Обладатель Открытого кубка США: 1998, 2000, 2003, 2006

 сборная США
- Бронзовый призёр Кубка конфедераций: 1999

Личные
- Участник Матча всех звёзд MLS: 2001